# Lamprocryptus hyalinipennis
Lamprocryptus hyalinipennis är en stekelart som först beskrevs av Szepligeti 1916.  Lamprocryptus hyalinipennis ingår i släktet Lamprocryptus och familjen brokparasitsteklar. Inga underarter finns listade i Catalogue of Life.